# Партизани
Партизани (итал. partigiano, фр. partisan — „присталица“) припадници су нерегуларне војне силе која је створена да би се супротставила контроли стране силе над једним подручјем или страној окупацији, неким побуњеничким дјелатностима. Појам се може користити и као синоним покрету отпора, примјери могу бити цивили коју су се борили против нацистичке Њемачке или фашистичке Италије у неколико земаља током Другог свјетског рата.

## Историја
Француска ријеч partisan и италијанска partigiano су настале из латинског. Почетни концепт партизанског ратовања укључивао је и прикупљање локалног становништва из ратне зоне (или у неким случајевима и из регуларних снага) које би дјеловало иза непријатељских линија реметећи комуникацију, постављајући засједе, прекидајући доток залиха и приморавајући непријатељске снаге да се разиђу у циљу заштите оперативне базе.
Један од првих приручника партизанске тактике у 18. вијеку је био „The Partisan, or the Art of Making War in Detachment...“, а објавио је 1760. године у Лондону Михаљ Лајош, мађарски официр који је служио у пруској војсци као капетан инжењерије током Седмогодишњег рата. Јохан фон Евалд је детаљно описао технику партизанског ратовања у свом дјелу „Abhandlung über den kleinen Krieg” (1789).
Концепт партизанског ратовања ће касније представљати основу за „Партизанске ренџере” у Америчком грађанском рату. У том рату, партизанске вође војске Конфедерације, као што је Џон С. Мосби, дјеловале су дуж линије фронта по Фон Евалду (и касније Жомини и Клаузевиц). У суштини, у 19. вијеку амерички партизани су били сличнијим командосима или ренџерима током Другог свјетског рата него партизанским снагама које су дјеловале у окупираној Европи.
Партизани средином 19. вијека су били суштински различити од коњице или од неорганизованих или полуорганизованих герилских снага. Руски партизани су одиграли пресудни дио у паду Наполеона. Њихов жесток отпор и упорно продирање присилило је француског цара да напусти Русију 1812. године. Руска Империја је такође користила партизане током Првог свјетског рата.

## Украјински партизани
Украјинска устаничка армија (укр. Українська повстанська армія, УПА) је била оружано крило Организације украјинских националиста — Бандера и касније партизанска армија која је водила серију герилских акција против нацистичке Њемачке, Совјетског Савеза, Чехословачке и подземне и комунистичке Пољске. Настала је у Волињу у прољеће или љето 1943. године. Званични датум оснивања је 14. октобар 1943. године, на дан Покрова Пресвете Богородице.
Циљ ОУН-а је био поновно успостављање јединствене, независне и националне државе на украјинском етничком простору. Насиље је прихваћено као политичко средство како страних тако и домаћих непријатеља за остварење циља, које би требало да се оствари кроз националне револуције које су вођене диктатуром како би протјерали окупаторе и формирали владу која би престављала све регионе и друштвене групе. Организација је основана као покрет отпора, а развила се у геријску армију.
Током свог постојања, УПА се борила против Пољака и Совјета као примарног непријатеља, мада се организација борила и против Нијемаца од фебруара 1943. Суочена са совјетском претњом, у касно прољеће 1943. УПА и ОУН-Б започињу сарадњу са Нијемцима против Пољака и Совјета у нади да ће створити независну украјинску државу. Армија је такође учествовала у етничком чишћењу Пољака у Волињу и Источној Галицију. и накнадно у одбрани украјинског становништва од депортације; спречавајући депортацију Украјинаца из југоисточне Пољске.

## Совјетски партизани
Совјетски партизани (рус. Советские партизаны) су током Другог свјетског рата ефикасно ометали њемачке снаге и тако им отежавали операције у областима дјеловања. Као резултат, Совјетска власт је поново успостављена дубоко у њемачкој територији. У неким областима партизани су подигли колхозе да би произвели храну и стоку. Међутим ово није био уобичајен случај, јер су партизани у појединим мјестима узимали храну од локалног становништва, понекад невољно.
Совјетски партизани су у Финској били познати по нападима на села и неселективно убијали становништво. У Западној Карелији, већина партизана је нападали финске војне залихе и комуникацијске мете, али унутар финске територије, скоро двије трећине напада је било на цивиле, убијајући 200 и рањавићу 50 цивила, већином жена, дјеце и стараца.

## Југословенски партизани
Партизани или Народноослободилачки покрет је био европски најефектнији антинацистички покрет отпора током Другог свјетског рата. Предводила га је Комунистичка партија Југославије, а командант је био Јосип Броз Тито. Југословенски партизани били су водећа сила у ослобођењу Југославије током Народноослободилачког рата.
Почетком 1945. укупан број бораца износио је 650.000 мушкараца и жена организованих у 4 армије и 52 дивизије, који су се бавили конвенционалним ратовањем. Крајем 1945. број партизана је био око 800.000.
Пред крај рата у марту 1945, Народноослободилачка војска Југославије (НОВЈ) је преименована у Југословенску армију (ЈА). Ово име задржано је све до 1951, од када се звала Југословенска народна армија (ЈНА).

## Списак значајних партизанских покрета
- Албански партизани
- Јерменске нерегуларне јединице
- Армија Крајова
- Армија Ладова
- Бушвакер
- Народноослободилачка борба Бугарске
- Проклети војници
- Холандски отпор
- Шумска браћа
- Слободна Француска
- Француски отпор
- Грчки отпор
- Италијански покрет отпора
- Јеврејски партизани
- Јеврејска борбена организација
- Куперјанов партизански батаљон
- Литвански партизани
- Мосбијеви ренџери
- Националне оружане снаге